# Nobesuthu Mbadu
Nobesuthu Gertrude Mbadu Shawe (sinh ngày 26 tháng 4 năm 1945 - ngày 31 tháng 8 năm 2021) là một ca sĩ người Nam Phi, và là một ca sĩ trong nhóm nhạc nổi tiếng Mahotella Queens. Mbadu sinh ra ở Durban, Nam Phi và được nuôi dưỡng bởi cha cô Ferguson Mbadu và bà ngoại của cô, Selinah Mbadu.

## Cuộc đời
Mbadu là một ca sĩ cho cả trường học và hợp xướng nhà thờ, và là thành viên của nhóm nhạc nổi tiếng Amangeyami. Cô được phát hiện bởi Max Gcaba, người đã tuyển dụng cô đến EMI, nơi cô thực hiện nhiều bản thu âm dưới cái tên 'Gcaba Sisters'. Rupert Bopape, người tìm kiếm tài năng âm nhạc cho Công ty thu âm Gallo đã thuyết phục cô di chuyển đến nơi ổn định vào năm 1965. Cô đồng ý và sau đó được tuyển dụng vào nhóm nữ mới của mình, Mahotella Queens cùng với các thành viên trong nhóm Hilda Tloubatla, Mildred Mangxola, Juliet Mazamisa và Ethel Mngomezulu. Năm thành viên sau đó đã được ghép nối với một nhóm nhạc cụ mbaqanga, ban nhạc Makgona Tsohle và giọng hát của Simon Mahlathini Nkabinde, và toàn bộ ban nhạc nổi tiếng ngay lập tức sau đó.

## Danh tiếng quốc tế
Năm 1983, năm thành viên ban đầu của nhóm Mahotella Queens (Tloubatla, Mbadu, Mangxola, Mazamisa và Mngomezulu) được đoàn tụ với Mahlathini và ban nhạc Makgona Tsohle. Sự trở lại của họ đã tạo ra album có tên Amaqhawe Omgqashiyo, là một hit ở Nam Phi. Do sự thành công của album và chuyến lưu diễn Graceland 1986 của Paul Simon (trong đó ông cộng tác với Ladysmith Black Mambazo, Stimela và những người khác), âm nhạc Nam Phi đã có nhu cầu cao hơn. Ba trong số các thành viên gốc, Tloubatla, Mbadu và Mangxola, đã được đoàn tụ một lần nữa với những người bạn cùng nhóm. Sự nổi tiếng của họ trở nên phổ biến rộng rãi trên thế giới.
Ngay cả sau cái chết của Mahlathini và một số thành viên của ban nhạc Makgona Tsohle, ba thành viên của nhóm (tất cả đều là bà ngoại và trên sáu mươi tuổi) vẫn là người lãnh đạo ngày hôm nay và Mbadu tiếp tục là một phần của Mahotella Queens ngày nay.